# Cihan Yılmaz
Cihan Yılmaz (1983. június 15. –) török labdarúgó, a Boluspor középpályása.